# Charles-Joseph de Suarez
Charles-Joseph de Suarez, né en juin 1618 et mort le 7 novembre 1670, est un prélat, évêque de Vaison de 1666 à 1670. Il est le frère cadet de son prédécesseur Joseph-Marie Suarez et l'oncle de Louis-Alphonse de Suarez.
Il fut sacré le 13 février 1667. C'est en visitant un de ses paroissiens atteint de fièvre maligne qu'il contracta le même mal et mourut le 7 novembre 1670. Enseveli dans la cathédrale Sainte Marie de l'Assomption, son épitaphe en latin est toujours visible sur le mur ouest du chœur.